# Cochanga spinosa
Cochanga spinosa är en insektsart som beskrevs av Nielson 1979. Cochanga spinosa ingår i släktet Cochanga och familjen dvärgstritar. Inga underarter finns listade i Catalogue of Life.